# Katzenveit
Der Katzenveit ist eine wenig bekannte deutsche Sagengestalt. Es soll sich um einen Naturgeist oder Schrat, ähnlich dem Rübezahl, handeln.

## Beschreibung
Der Katzenveit wird als Gestaltwandler beschrieben, der sein wahres Aussehen stets verbirgt. In den meisten Anekdoten tritt er vornehm oder unauffällig auf, oder er nimmt eine Gestalt an, die das Opfer als vertraut wahrnimmt. Der Charakter des Katzenveits wird als ambivalent dargestellt: Einerseits erschreckt er ahnungslose Wanderer durch diverse Spukerscheinungen, andererseits spielt er unehrlichen Menschen zur Strafe Streiche.

## Ursprünge und Legenden

### Auftreten
Der Legende nach haust er im Kohlberg südlich vom historischen Zwickau (nach Eingemeindungen heute im Stadtgebiet zwischen Zwickau-Niederplanitz und Zwickau-Cainsdorf). Der Katzenveit soll aus dem Vogtland südwestlich von Zwickau (Sachsen) stammen. Gegenwärtig wird die vogtländische Grenze allerdings um die 9 km weiter westlich, bei Neumark im Vogtlandkreis, verortet.

### Sagen zum Ursprung
Örtliche Sagen berichten, dass im Jahr 1479 ein Jäger versucht habe, einen Fuchs zu schießen. Das Tier aber floh in die Höhle des Kohlbergs und als der Jäger erneut auf den Fuchs schoss, traf er eine „bodenlose“ Grube, die seither unermüdlich glühe und „Feuer speie“. Der wahre Hintergrund dieser Sage ist, dass im Laufe der Jahrhunderte immer wieder Schwelbrände der dort lagernden Steinkohle (daher Kohlberg) auftraten, die zum Teil jahrzehntelang rauchten (und vermutlich glühten). Die Kohleflöze traten an manchen Stellen an der Erdoberfläche zutage (stellenweise auch heute noch zu sehen) und trockene Brocken konnten durch Funkenschlagen entzündet werden. Ob dafür ein Schuss genügte oder der Jäger ein Lagerfeuer entfacht hatte, sei dahingestellt. Die ursprüngliche Identität des Katzenveits hingegen wird nicht näher erklärt. Erst später kam die Sage um einen habgierigen und betrügerischen Statthalter aus Hessen auf, der ob seiner Herkunft als „Katten-Vogt“ bezeichnet wurde. Als der Vogt verstarb, blieb sein ruheloser Geist zurück, bis ein Zauberer und „Teufelsfänger“ den Geist in den Kohlberg bannte. Das missfiel dem Geist sehr, weil ihm der Berg „zu schwer“ sei und seit jenem Tage soll er in der Gegend umgehen und gelegentlich den Berg zum Erzittern und Feuerspeien bringen.

### Anekdoten
Der Katzenveit soll unehrlichen Menschen zur Strafe Streiche spielen: Einen betrügerischen Brillenhändler und Hausierer namens Matz Flederwisch überlistet er, indem er die minderwertigen und überteuerten Brillen in allerlei Schnurwerk verwandelt. Quasi als Andenken hinterlässt der Katzenveit einen Miniatur-Galgen. In einer weiteren Anekdote stellt der Katzenveit einem geizigen Bauer eine Falle: der Bauer versucht sich als illegaler Imker, der Bienenstöcke hortet. Der Katzenveit verwandelt sich in eine Eule, versteckt sich in einem erntereifen Bienenstock und bewirft den Bauer mit Kot. Bei dem Versuch, den Katzenveit zu verfolgen, bricht sich der Bauer beide Beine und verliert all seine Bienen. Eine dritte Erzählung weiß von einem unbelehrbaren Säufer zu berichten, der zu Pfingsten sein Heim mit unerlaubt gepflückten Birkenzweigen schmückt. Als seine Kumpels ihn besuchen und die Gruppe trinkt und feiert, lockt der Katzenveit die Säufer mit allerlei Tiergeräuschen aus der Hütte, dann verwandelt er die Birkenzweigbündel in hübsche Mädchen. Als die Männer mit den vermeintlichen Mädchen anbandeln wollen, zeigen diese ihre wahre Gestalt als einäugige Teufel. Dann zwingen sie die Männer, so lange zu tanzen, bis die gesamte Gruppe ohnmächtig am Boden liegt. In einer vierten und wenig bekannten Geschichte bestraft der Katzenveit einen geldgierigen Botaniker, der in der Gegend nach Raritäten sucht, um diese dann teuer zu verhökern. Der Katzenveit bringt den Sammler dazu, teils nutzlose, teils giftige Kräuter mit vielversprechenden Namen (u. a. „Tausendgüldenkraut“, „Silberblatt“ und „Pfennigkraut“) zu sammeln und sich heftige, allergische Symptome zuzuziehen. Außerdem entpuppen sich die meisten „Raritäten“ als wertloses Unkraut und der Botaniker wird für seinen Fauxpas ausgelacht.
Eine weitere Anekdote weist frappierende Ähnlichkeiten zur Sage um den Rattenfänger von Hameln auf: Der Katzenveit erscheint in Tripstrille bei Zwickau (einem fiktiven Ort, der in verschiedenen Redewendungen üblich war) und gibt sich als erfahrener Kammerjäger aus. Die Stadt verspricht ihm einige Taler als Belohnung, verweigert aber die Bezahlung, nachdem tatsächlich alle Ratten und Mäuse aus der Stadt vertrieben sind. Der Katzenveit kehrt bald darauf zurück, ruft sämtliche Katzen von Tripstrille herbei und führt sie aus der Stadt. Seither soll es in diesem Ort keine Katzen mehr geben.

## Hintergründe
Neben seiner Natur als Gestaltwandler weist der Katzenveit große Ähnlichkeiten mit Rübezahl auf: beide Sagengestalten gehen auf Bergwerksgeister zurück, von denen bereits mittelalterliche Minen- und Kohlengrubenarbeiter zu berichten wussten. Auch die Angewohnheit, missfälligen Menschen zur Strafe und Belehrung Streiche zu spielen, haben beide Gestalten gemeinsam.